# (36538) 2000 QD91
2000 QD91 (asteroide 36538) é um asteroide da cintura principal. Possui uma excentricidade de 0.20067450 e uma inclinação de 11.69324º.
Este asteroide foi descoberto no dia 25 de agosto de 2000 por LINEAR em Socorro.